# Мургаш (гора)
Мургаш — гора в західних Балканських горах, розташована у Софійській області, між  Ботевградською і Софійською котловиною. 

## Географічне положення, межі, розміри
Гора Мургаш є частиною західних  Балканських гіра  Мургашської ділянки. На півночі схили досягають Ботевградської котловини, а на півдні круто опускаються до  Софійської, Саранської і Камарської котловини. На північному заході сідловиною Снігова бара (1030 м) єднається з горою Голема, а на заході з  долина річки Єлешниця і сідловина висотою 1091 м розділяє і відповідно з'єднує з Софійською горою. На сході долина річки Бебреш (ліва притока Малого Іскиру) відокремлює її від гори Біло, а  Ботевградський перевал (Арабаконак, 970 м) з'єднує її з Єтрополською горою. 
З північного заходу на південний схід її довжина становить близько 25 км, а  ширина - 15-17 км.  Її хребет плоский, поступово знижується на схід, над ним виступають окремі вершини. 

### Вершини
Найвища точка - гора Мургаш (1687 м), розташована в західній частині гори. 
| Назва            | Висота ( м ) |
| ---------------- | ------------ |
| Мургаш           | 1687         |
| Камік            | 1322         |
| Рибальська чукла | 1205         |
| Придлева чука    | 1121         |

## Геологічна будова
Гора створена на залишках Свогенського антикліналя і побудована з палеозойських кристалічних порід, її південний схил та підніжжя - з тріасових конгломератів і пісковиків, верхньокрейдових вапняків і вулканогенних порід.  Південне підніжжя з великих наносних конусів. 

## Клімат і води
Гора Мургаш дає початок річкам Єлешниця (притока річки Лесновська) і  Батулійська (ліва притока Єлешниці),  всі вони належать з басейну ріки Іскир. 

## Ґрунти
На північних схилах ґрунти бурі лісові та сірі лісові, а на півдні — коричневі лісові . 

## Флора
Вище 700 - 800 м гора заросла прекрасними буковими лісами, а в нижніх частинах - переважно дубом скельним, змішаними з грабом. 

## Поселення
На її північному підніжжі знаходиться село Врачеш, а на південному - Горішні Камарці, Єлешниця, Негушево, Осоїця, Потоп і Саранці.  У середій частині гори знаходиться село Чурек. 

## Туризм
- На вершині Мургаш побудована станція метеорологічного спостереження.
- Маршрут "Ком - Єміне"  - болгарська ділянка європейського туристичного маршруту Е-3, що проходить через Мургаш.
- Єлешницький монастир  розташований на південному підніжжі гори.
- Врачанський монастир  розташований у північній частині гори.

### Гірські притулки
Наступні притулки розташовані на Мургаші: 
| Назва      | Висота над рівнем моря( м ) | Функц. | Місця | Струм | Вода |
| ---------- | --------------------------- | ------ | ----- | ----- | ---- |
| " Мургаш " | 1490                        | Ні     | 60    | Ні    | Так  |

Притулок "Мургаш" покинутий після продажу "Креміковців".  Є вода, немає електрики.  Є можливість для ночівлі для у екстрених випадках. 

## Дороги
У східній частині гори перед перевалом Вітиня (965 м) проходить ділянка автомагістралі "Хемус" (18 км) і Республіканського шосе I-1 (25,8 км)  Видин - Софія - КПП Кулата. 

## Топографічна карта
- Аркуш карти K-34-48. Масштаб: 1 : 100 000. (рос.) Зазначити дату випуску/стану місцевості.Замініть картку на рядок {{Карта|K-34-48}}  Адреса карти вже є в базі даних шаблону.